# Ropalidia andamanensis
Ropalidia andamanensis är en getingart som beskrevs av Das och Gupta 1989. Ropalidia andamanensis ingår i släktet Ropalidia och familjen getingar. Inga underarter finns listade i Catalogue of Life.